# Yoana Palacios
Yoana Palacios Mendoza (ur. 6 października 1990) – kubańska siatkarka, grająca na pozycji przyjmującej.

## Sukcesy klubowe
Mistrzostwo Azerbejdżanu:
- 2015

Mistrzostwo Grecji:
- 2023[2]

## Sukcesy reprezentacyjne
Mistrzostwa Ameryki Północnej, Środkowej i Karaibów:
- 2009, 2011

Volley Masters Montreux:
- 2011
- 2010

Igrzyska Panamerykańskie:
- 2011

Puchar Panamerykański:
- 2012

## Nagrody indywidualne
- 2011: MVP i najlepsza atakująca Igrzysk Panamerykańskich
- 2012: Najlepsza atakująca Grand Prix[3]